# Kachik
Kachīk (persiska: كچيک) är en ort i Iran.   Den ligger i provinsen Golestan, i den norra delen av landet, 500 km nordost om huvudstaden Teheran. Kachīk ligger 590 meter över havet och antalet invånare är 314.
Terrängen runt Kachīk är kuperad. Runt Kachīk är det ganska glesbefolkat, med 48 invånare per kvadratkilometer. Närmaste större samhälle är Kasan, 13,4 km söder om Kachīk. Trakten runt Kachīk består till största delen av jordbruksmark.